# Tauno Peussa
Tauno Mikael Peussa (* 5. Oktober 1914 in Koivisto, Russisches Kaiserreich; † 14. Februar 1940) war ein finnischer Mittelstreckenläufer, der sich auf die 800-Meter-Distanz spezialisiert hatte.

## Leben
Bei den Leichtathletik-Europameisterschaften in Paris belegte Peussa im 800-Meter-Lauf in der Zeit von 1:55,5 Minuten den sechsten Platz.
Am 14. Februar 1940 wurde Peussa im Winterkrieg getötet.

## Persönliche Bestleistungen
- 800 m: 1:53,3 min
- 1500 m: 3:53,4 min, 17. Juli 1938, Kouvola